# Nikielkowo (przystanek kolejowy)
Nikielkowo – przystanek kolejowy w Nikielkowie na linii kolejowej nr 353, w województwie warmińsko-mazurskim, w powiecie olsztyńskim, w Polsce.
W 2021 roku PKP Polskie Linie Kolejowe rozpisały przetarg na budowę przystanku, którą zaplanowano na następny rok. 12 marca 2023 roku przystanek został otwarty.